# Cueva de las Manos
Cueva de las Manos (pol. Jaskinia Rąk lub Jaskinia Dłoni) – w istocie nie jedna, ale kilka jaskiń w prowincji Santa Cruz w Argentynie, na ścianach których znajdują się malowidła ludzkich dłoni, ludzkich postaci i zwierząt (guanaco, nandu), scen polowań (m.in. z użyciem bolas), zygzaków, przedstawień słońca, figur geometrycznych, powstałych około 9–13 tysięcy lat temu. Po raz ostatni użytkowane były prawdopodobnie przez Indian z plemienia Tehuelczów, około 1300 lat temu.

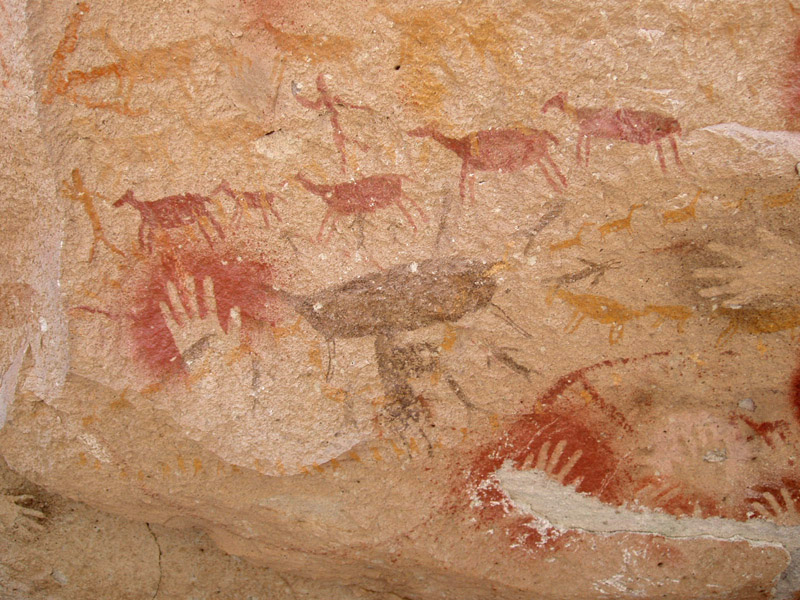
Scena polowania

Jaskinie leżą w dolinie rzeki Pinturas, w samym sercu Patagonii. Położone są 163 km na południe od najbliższego miasta Perito Moreno. Wiek malowideł został obliczony na podstawie pozostałości po kościanych rurkach, za pomocą których rozpylano farbę, uprzednio zasłaniając ją dłońmi. Prawie wszystkie spośród ośmiuset rysunków nachodzą na siebie, tworząc wielokolorową mozaikę.
Pierwsze opisy jaskini pochodzą już z XIX wieku, jednak dopiero archeolog Carlos Gradin, prowadząc tam wcześniej badania, w 1964 roku przyczynił się do ich rozsławienia. Zdecydowana większość odwzorowań dotyczy lewej dłoni, co znaczy, że Indianie rozpylali farbę zręczniejszą, prawą ręką. Na suficie znajdują się także czerwone plamki, powstałe prawdopodobnie przez zanurzanie bolas w farbie, a następnie rzucanie nimi. Mineralne pigmenty zawierają tlenki żelaza (kolor czerwony i fioletowy), kaolinit (biały), jarosyt (żółty), tlenki manganu (czarny).
Jaskinie zostały wpisane na Listę światowego dziedzictwa UNESCO w 1999 roku.